# マルエージング鋼
マルエージング鋼（マルエージングこう、マレージング鋼）は、航空・宇宙分野の構造材として開発された特殊鋼である。日本ではゴルフクラブのヘッドや競技用のフェンシングの剣に使用されている。炭素の含有量を減らした鋼（0.03 % 以下）で、Ni と Co などをあわせて 30 % 含む特殊鋼である。マルテンサイト化した後、時効処理 (aging) によって強度を向上して作られることから「Martensitic」と「aging」のかばん語で「Maraging」と命名されている。

強度、靭性に優れている。可鍛性（塑性加工時の加工硬化が小さい）。時効処理によるひずみの発生が少ない。窒化処理が容易である。熱膨張率が少ない。耐低温脆性に優れている、などの優れた特徴をもっているが、高価な合金成分を多く含むために高価であるのが最大の欠点である。
特に窒化処理は時効硬化処理温度と近いことから、窒化を行うことで同時に時効硬化も兼ねることができる利点がある。
ウラン濃縮用の遠心分離機やミサイルの部品にも使用されることから各国で輸出規制の対象となっており、日本でも輸出貿易管理令で規制されている。
また､初期のAPFSDS弾ではタングステン合金のみで強度を確保できなかったため､靭性の高いマルエージング鋼製の保持筒に入れられていた｡

## マルエージング鋼のグレード
マルエージング鋼の種類は200、250、300、350の数字で表される。これは1平方インチあたり千ポンドの公称引張強度を表し、組成と必要な特性はMIL-S-46850Dで定義されている。
   
グレードが高いほど、合金に含まれるコバルトとチタンが多くなる。以下の組成は、MIL-S-46850Dの表1から抜粋したものである。
| 元素            | グレード200 | グレード250 | グレード300 | グレード350 |
| --------------- | ----------- | ----------- | ----------- | ----------- |
| 鉄              | 残り        | 残り        | 残り        | 残り        |
| ニッケル        | 17.0–19.0   | 17.0–19.0   | 18.0–19.0   | 18.0–19.0   |
| コバルト        | 8.0–9.0     | 7.0–8.5     | 8.5–9.5     | 11.5–12.5   |
| モリブデン      | 3.0–3.5     | 4.6–5.2     | 4.6–5.2     | 4.6–5.2     |
| チタン          | 0.15–0.25   | 0.3–0.5     | 0.5–0.8     | 1.3–1.6     |
| アルミニウム    | 0.05–0.15   | 0.05–0.15   | 0.05–0.15   | 0.05–0.15   |
| 引張強さ（MPa） | 1379        | 1724        | 2068        | 2413        |

同系統の合金の中にはニッケルの割合から18Niマルエージング鋼として知られている。
コバルトを含まないマルエージング鋼の系統もある。
これらは安価だが、それほど強力ではない。一例はFe-18.9Ni-4.1Mo-1.9Ti。Fe-Ni-Mnマルエージング合金に関するロシアと日本の研究がある。

## 熱処理サイクル
鋼は完全にオーステナイト化された構造の形成を確実にするために最初に約820度で15〜30分間、薄い素材は15〜30分間、厚い素材は厚さ25mmあたり1時間焼きなましする。続いて空冷で室温まで急冷して柔らかく大きく転位した鉄ニッケルラス（非双晶）マルテンサイトを形成する。
その後、より一般的な合金を480〜500度の温度で約3時間エージング（析出硬化）すると、マルテンサイト変態によって残された転位に沿って Ni3(X,Y)金属間化合物相が微細に分散する。溶質そのような降水のために追加された元素。過時効は、一次準安定のコヒーレント析出物の安定性の低下につながり、それらの溶解とFe2Ni/Fe2Moなどのセミコヒーレントラーベス相への置換につながる。さらに過度の熱処理はマルテンサイトの分解を引き起こしオーステナイトへ戻ってしまう。
マルエージング鋼の新しい組成は、菱面体晶および大規模な複合体Ni50(X,Y,Z)50 （簡略表記ではNi50M50）を含む、他の金属間化合物化学量論および親マルテンサイトとの結晶学的関係を明らかにした。